# Carlos Mercenario
Carlos Mercenario, född den 23 maj 1967 i Mexico City, Mexiko, är en mexikansk friidrottare inom gång.
Han tog OS-silver på 50 kilometer gång vid friidrottstävlingarna 1992 i Barcelona. 